# Legoland Windsor Resort
Koordinaten: 51° 27′ 49″ N, 0° 39′ 4″ O
Legoland Windsor Resort, auch bekannt als Legoland Windsor, ist ein Freizeit- und Themenparkresort in Windsor, Berkshire, England. Der Park wurde am 17. März 1996 eröffnet und wird derzeit, wie auch die anderen Legoland-Freizeitparks, von der Merlin Entertainments Group betrieben. Die Attraktionen des Parks bestehen aus einer Mischung aus Fahrgeschäften, Modellen und Bauwerkstätten zum Thema Lego, die sich an Kinder zwischen drei und zwölf Jahren richten.
Im Jahr 2019 zählte der Park 2,43 Millionen Besucher und ist damit der meistbesuchte Freizeitpark im Vereinigten Königreich und der neuntmeistbesuchte Freizeitpark in Europa.

## Geschichte

Logo des Legoland Windsor Resorts

1989 begann die Lego-Gruppe mit der Suche nach einem zweiten Legoland-Park nach dem Erfolg des Legolands in Billund, wobei über 1000 Standorte in Betracht gezogen wurden. 1992 geht der Windsor Safari Park in die Insolvenz. Das 150 Hektar große Gelände bei Windsor wird als Standort für den ersten Legoland Park außerhalb der Lego-Heimat in Dänemark. Zwischen 1992 und 1994 wurde mit der Planung, dem Entwurf, der Vorbereitung des Standorts und dem Entwurf und Bau von Modellen begonnen. Es wurden neue Unterkünfte für die Safaritiere geschaffen und Einrichtungen, Anlagen und Infrastruktur im Park installiert. Im Jahr 1995 wurde eine maßstabsgetreue Nachbildung des Big Ben im Miniland installiert, während andere Gebäude und Attraktionen errichtet wurden. Die endgültigen Installationen waren Anfang 1996 abgeschlossen, und das Personal von Legoland Windsor wurde zu diesem Zeitpunkt rekrutiert. Legoland Windsor wurde am 17. März 1996 eröffnet. In der ersten Saison zog der Park bereits über 1,4 Millionen Gäste an.
Im Jahr 2005 wurden die vier Legoland Parks in Dänemark, Großbritannien, USA und Deutschland an den US-Kapitalfonds Blackstone verkauft, nachdem die Lego-Group Verluste von rund 120 Millionen Euro im Jahr 2003 schrieb. Die Parks wurden damit in die europäische Blackstone-Tochter Merlin Entertainments eingegliedert. Im Jahr 2019 wurde die Merlin Entertainments Group von der Lego Gruppe zurückgekauft. Damit gehören dem Lego-Konzern wieder alle Legoland Parks sowie alle anderen Attraktionen von Merlin Entertainments.

## Betreiber

Logo der Betreibergesellschaft

Bis 2005 waren die vier Legoland-Freizeitparks im Eigentum der Lego Gruppe und wurden von dieser betrieben. Da das Unternehmen Verluste machte, entschied man sich im April 2005, die erfolgreichen Legoland Parks zu verkaufen. Ab 2005 wurde der Park daher durch die Merlin Entertainments Group betrieben. Im Jahr 2019 holte sich der Lego-Konzern die abgestoßenen Freizeitparks für eine Betrag von 6,6 Milliarden Euro zurück. Zusätzlich zu den Legoland Freizeitparks gehören dem Lego-Konzern nun auch weitere Freizeitattraktionen wie die Sea-Life Aquarien, Madame Tussauds und der Heide Park Soltau. Betreibergesellschaft des Legoland Windsor Resorts ist weiterhin die übernommene Merlin Entertainments Group.

## Themenbereiche
Der Park ist in 12 Themenbereiche aufgeteilt, die verschiedene Attraktionen, Restaurants und Geschäfte umfassen: The Beginning, Duplo Valley, Knight's Kingdom, Lego City, Miniland, Lego Ninjago World, Pirate Shores, Heartlake City, Kingdom of the Pharaohs, Land of the Vikings, Imagination, Lego Mythica: World of Mythical Creatures.

### The Beginning (Eingangsbereich)
The Beginning ist der Eingangsbereich des Parks und er besteht aus einem Platz mit Eingangsdrehkreuzen, Ticketverkauf, Gästeservice und Toiletten. Hier befindet sich das Hauptgeschäft des Resorts, der BIG Shop, in dem eine Reihe von Lego-Produkten und Souvenirs verkauft werden. Es ist der größte Lego-Laden im Vereinigten Königreich. In diesem Bereich befindet sich auch der Foto Shop, in dem die Gäste Fotos von Fahrgeschäften, welche von Picsolve angefertigt werden, einem Unternehmen, das von mehreren Merlin Entertainments Resorts beauftragt wurde, kaufen können. Weiterhin gibt es hier zwei Cafés, das Hill Top Café und ein kleineres Café am Eingangsbereich. Das einzige Fahrgeschäft in The Beginning ist der Hill Train, eine Schmalspurbahn, die in einer Kurve einen Abhang hinunterfährt. Der Hauptzweck des Hill Train ist es, die Gäste von The Beginning in die unteren Teile des Resorts zu befördern, die zu einem Bereich zwischen Lego City und Lego Ninjago World führen, der noch als Teil von The Beginning betrachtet wird.

### Duplo Valley

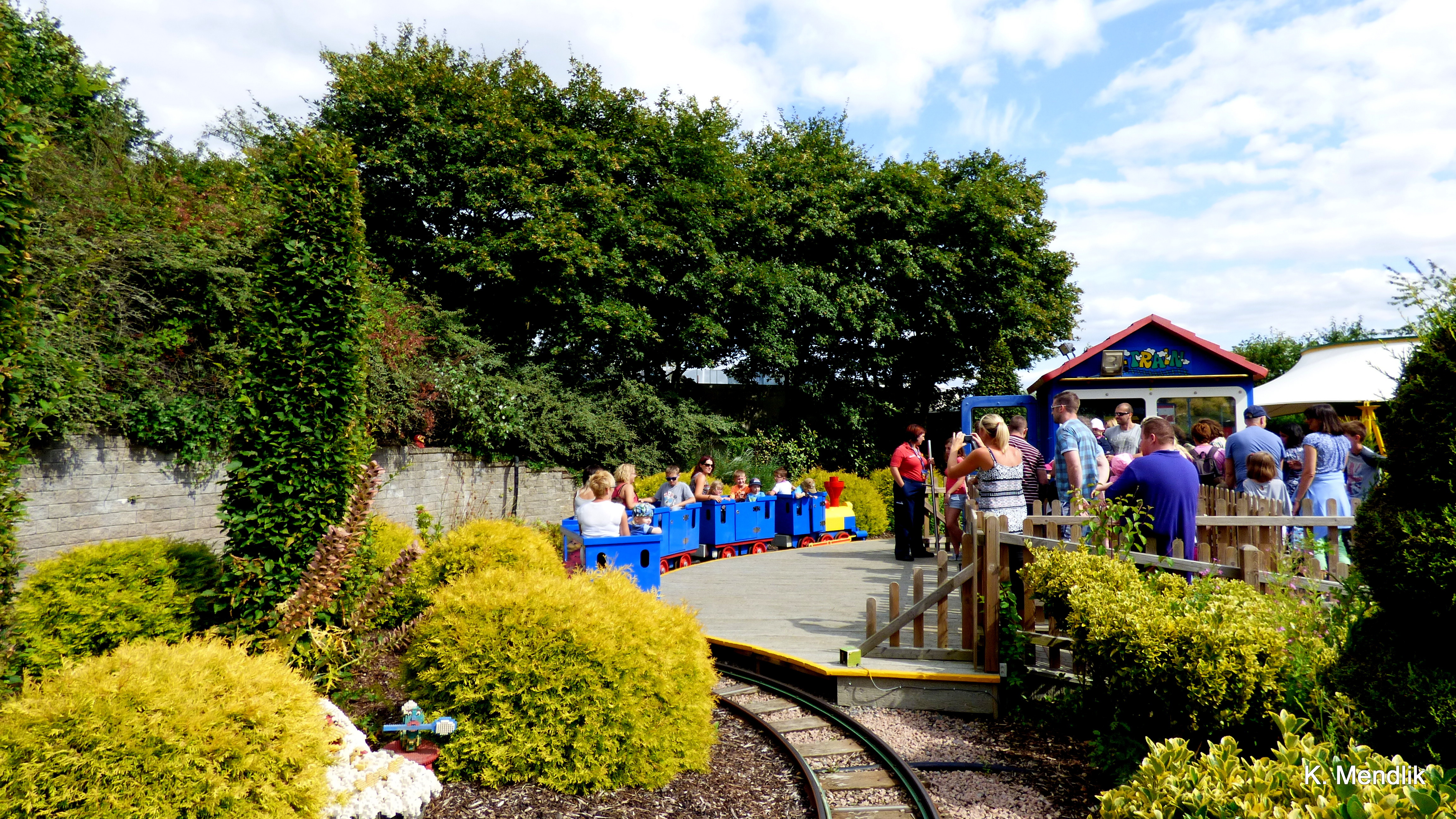
Kindereisenbahn in Duplo Valley

Duplo Valley ist ein Themenbereich, der sich an kleinere Kinder richtet und auf den Duplo-Spielzeugbausteinen basiert, wobei die meisten Fahrgeschäfte Kinderfahrgeschäfte sind. Seit der Eröffnung des Resorts hat das Land eine Reihe verschiedener Namen erhalten, darunter Explore Land, Duplo Gardens und Duplo Land. Zu Beginn der Saison 2020 wurde Duplo Valley nach einer Renovierung und dem Bau eines neuen Fahrgeschäfts, dem Duplo Dino Coaster, wiedereröffnet. Der Duplo Dino Coaster, der ursprünglich Duplo Dream Coaster heißen sollte, wurde die dritte Achterbahn des Resorts (nach The Dragon und Dragon's Apprentice). Die Achterbahn war als My First Coaster gedacht und wurde vor der vorübergehenden Schließung des Parks aufgrund der COVID-19-Pandemie sanft eröffnet. Sie wurde von Mack Rides entworfen, aber von ART Engineering hergestellt. Gleichzeitig mit der Eröffnung der neuen Bahn wurden drei Fahrgeschäfte und Attraktionen neu thematisiert: Duplo Express (vormals Duplo Train), Duplo Airport (vormals Duplo Valley Airport und davor Chopper Squadron und Whirly Birds) und Duplo Playtown (vormals Brickville, aber auch schon vorher unter diesem Namen). Im Duplo Valley befindet sich auch der Fairy Tale Brook, eine Bootsfahrt, bei der die Gäste einen Parcours mit Lego-Modellen von Märchenfiguren durchlaufen.
Duplo Valley beherbergt den Wasserspielplatz des Resorts, der aus drei verschiedenen Fahrgeschäften und Attraktionen besteht: Raft Racers, Drench Towers und Splash Safari. Raft Racers (ehemals Extreme Team Challenge) beginnt außerhalb von Duplo Valley auf einem Weg, der in Imagination beginnt und das Miniland umgibt, und ist eine schnelle Wasserrutsche, die aus zwei Rutschen besteht, welche die Gäste in Flößen hinunterfahren. Raft Racers endet im Duplo Valley neben den Drench Towers. Drench Towers ist ein Wasserspritzbereich mit mehreren Rutschen, der auf dem Gelände des Mole-in-One Mini Golfs errichtet wurde. Splash Safari ist ein kleinerer Planschbereich für Kleinkinder, der aus Wasserspielen aus Duplo-Modellen besteht und sich unterhalb der Drench Towers befindet.
Ebenfalls im Duplo Valley befindet sich das Duplo Valley Theatre, ein Puppentheater, das klassische Märchen zeigt. Es befindet sich direkt neben dem Fairy Tale Brook. Eines der Familienrestaurants des Resorts, Farmer’s Joe Chicken Company, befindet sich gegenüber dem Theater.

### Knight’s Kingdom

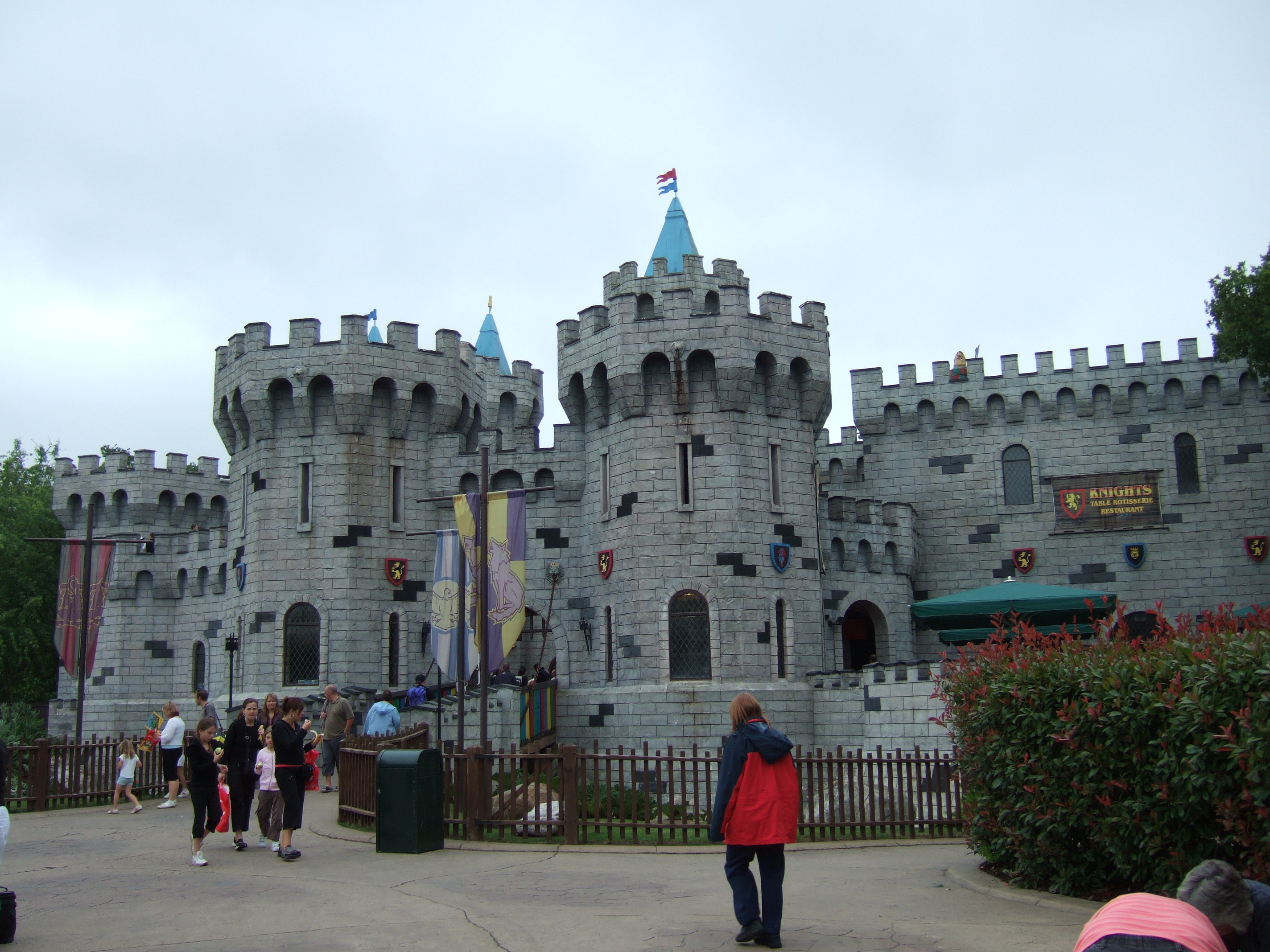
Knight’s Kingdom

Knights’ Kingdom (ursprünglich Castleland und NEXO Knights’ Kingdom) verfügt über die Achterbahn The Dragon, die im Inneren des Themenbahnhofs beginnt und an Lego-Bildern vorbeiführt, bevor sie nach draußen fährt und eine Geschwindigkeit von rund 48 km/h erreicht. Weitere Fahrgeschäfte im Land sind Merlin’s Challenge (früher bekannt als Knight’s Quest), eine flache Karussellfahrt, und Dragon’s Apprentice, eine kleinere Achterbahn, die als Alternative für jüngere Gäste dient, die nicht mit The Dragon fahren können.
In den vergangenen Jahren hat das Land in den Wintermonaten die Rolle des Weihnachtskönigreichs übernommen und beherbergt eine Grotte im Fahrbereich von The Dragon.

### Lego City
Lego City, früher unter dem Namen Traffic bekannt, dreht sich um das Thema Verkehr. Die Ballon School ist eine simulierte Fahrt mit einem Heißluftballon. Bei der Coastguard HQ können die Parkgäste das Boote fahren erlernen. Weiterhin verfügt der Bereich über die Fire Academy, die Kinderfahrschulen L-Drivers und City Driving School, das Vekoma Mad House „Haunted House Monster Party“ und Lego City Deep Sea Adventure.

### Miniland
Das Miniland ist ein Miniaturpark in Legoform, in dem Städte aus der ganzen Welt aus fast 40 Millionen Lego-Steinen in Modellen nachgebildet sind.
| Bereich                | Abgebildeter Ort        | Bild                                        | Modelle |
| ---------------------- | ----------------------- | ------------------------------------------- | --- |
| Vereinigtes Königreich | London                  |                                             | Brücken: Westminster Bridge, Millenium Bridge, London Bridge, Tower Bridge Gebäude: Waterloo Station, City Hall, One Canada Square, 8 Canada Square, 25 Canada Square, 30 St Mary Axe, BT Tower, Buckingham Palace, Palace of Westminster, St Paul’s Cathedral, Tower of London, Lloyd’s Building, Wembley Stadium, Olympiastadion London Bauwerke: London Eye, Victoria Memorial, Admiralty Arch, Shaftesbury Memorial Platz/Park: St. James’s Park, Horse Guards Parade, Trafalgar Square, Piccadilly Circus |
| Vereinigtes Königreich | England                 |                                             | Kingsnorth Kohlekraftwerk, Hafen von Newcastle und Grimsby, Albert Dock Liverpool, Burgh Island, Smith’s Arms, Minack Theatre, Silverstone, Ärmelkanal, Brighton Pier, Durdle Door, Leeds Castle, Stonehenge, Glastonbury Tor |
| Vereinigtes Königreich | Wales                   |                                             | Caerphilly Castle |
| Vereinigtes Königreich | Schottland              |                                             | Loch Ness, Urquhart Castle, Eilean Donan, Blair Castle, Edinburgh, Jedburgh Abbey |
| Belgien                | Löwen                   |                                             | Rathaus von Löwen |
| Dänemark               | Dänische Landschaft     |                                             | Windkraftanlagen, dänische Werft |
| Frankreich             | Paris                   |                                             | Basilique du Sacré-Cœur, Montmartre |
| Frankreich             | Französische Landschaft | Mont Saint Michel, La Roque-Alric, Honfleur | |
| Italien                | San Gimignano           |                                             | San Gimignano, Mafia Szene |
| Niederlande            | Amsterdam               |                                             | Kanäle von Amsterdam, niederländische Landschaft |
| Schweden               | Schwedische Landschaft  |                                             | ABBA-Konzert, Bootshaus, Holzlager |
| Vereinigte Staaten     | Florida                 |                                             | Kennedy Space Center, Space Shuttle, Everglades |
| Vereinigte Staaten     | South Dakota            | Mount Rushmore National Memorial            | |
| Explore the World      | Australien              |                                             | Sydney Opera House |
| Explore the World      | Volksrepublik China     | Verbotene Stadt                             | |
| Explore the World      | Russland                | Basilius-Kathedrale                         | |

### Lego Ninjago World
Lego Ninjago World wurde im Mai 2017 eröffnet und basiert auf der beliebten Fernsehserie Ninjago und der Marke Lego. Die Hauptattraktion ist ein interaktives 4D-Fahrgeschäft, Ninjago: The Ride, hergestellt von Triotech. Außerdem befindet sich in dem Land das verlegte und umbenannte Fahrgeschäft „Destiny’s Bounty“, ein Rockin’-Tug-Fahrgeschäft, das auf dem Schiff aus der Fernsehserie basiert. Das Fahrgeschäft war zuvor unter dem Namen „Longboat Invader“ bekannt und wurde im Jahr 2008 eröffnet.

### Pirate Shores
Pirate Shores bietet eine Rutsche, Pirate Falls, einen Spielbereich und ein Piratenschiff namens Jolly Rocker. Von 1996 bis 2010 war dieser Bereich unter dem Namen Wild Woods bekannt.

### Heartlake City
Heartlake City (ehemals Lego City bis zur Renovierung im Jahr 2015), das auf der Lego Friends Produktpalette basiert, umfasst zwei Fahrgeschäfte: Der Legoland Express, eine Eisenbahnfahrt um das Königreich der Pharaonen, und einen Disk’O-Coaster namens Mia’s Riding Adventure. Außerdem gibt es hier die Piraten-Stuntshow „Return to Skeleton Bay“ und „Lego Friends to the Rescue“, ein Live-Musikkonzert der Lego Friends am Hafen.

### Kingdom of the Pharaohs
Das Königreich der Pharaonen enthält „Laser Raiders“, einen interaktiven Dark Ride durch ein ägyptisches Grab, bei der die Besucher auf Ziele schießen, um Punkte zu sammeln. Ebenfalls in diesem Bereich befinden sich „Scarab Bouncers“, „Aero Nomad“, „Desert Chase“ und „Thunder Blazer“. Bei den drei letztgenannten Fahrgeschäften handelt es sich um Jahrmarktsattraktionen wie ein Karussell und ein Riesenrad.

### Land of the Vikings
Das Land der Wikinger befindet sich hinter dem Hill Train; es wurde 2007 eröffnet und basiert auf den Plünderungen der nordischen Wikinger. Dieses Land beherbergt zwei Attraktionen: Vikings’ River Splash: Eine Attraktion, die von ABC Rides hergestellt wurde und Lego-Modelle, Wasserspritzen und Kanonen entlang des Parcours aufweist. Die andere Attraktion ist die Spinning Spider, die sich im unteren Teil des Geländes befindet. Bei dieser Fahrt im Stil einer sich drehenden Teetasse fahren die Gäste in logähnlichen Gondeln, während eine animatronische Lego-Spinne ihre Kiefer zusammenbeißt und auf einem Netz darüber Rauch speit.

### Imagination
Imagination ist ein Bereich, in dem es um Bildung durch Lego geht. Das Herzstück ist das Lego Education Centre, in dem ein engagiertes Bildungsteam Workshops zum nationalen Lehrplan anbietet. Das Bildungsteam wurde von den School Travel Awards als „Bester Ort für MINT-Lernen (Wissenschaft, Technologie, Technik, Mathematik)“ im Jahr 2019 ausgezeichnet.
Das einzige Fahrgeschäft in diesem Bereich ist Sky Rider, eine Hochbahn, die im März 1996 eröffnet und zwischen den Saisons 2001 und 2002 renoviert wurde. Die Attraktion dieser Bahn ist die Aussicht auf das Miniland, während sie über Imagination hinwegfährt und auch Ausblicke auf die Umgebung ermöglicht.
Zwei Attraktionen vervollständigen Imagination:„Lego Studios 4D“ und „Lego Reef“. Lego Studios 4D war früher unter dem Namen Imagination Theatre bekannt und zeigt nun den ganzen Tag über eine Reihe von Filmen zum Thema Lego. In der Saison 2020 waren dies: Lego City 4D - Officer in Pursuit; Lego Ninjago - Master of the 4th Dimension und Lego Movie 4D A New Adventure. Das Lego Reef ist ein interaktives Erlebnis, das 2018 eröffnet wurde und bei dem die Gäste einen digitalen Lego-Fisch kreieren können, der dann vor ihnen auf einem Bildschirm schwimmt.

### Lego Mythica: World of Mythical Creatures
Mythica ist ein neues Land, das auf einer neuen Lego-IP basiert. Es eröffnete im Mai 2021 an der Stelle, an der sich zuvor das Adventure Land befand. Das Herzstück ist „Flight of the Sky Lion“ sein, ein Flying Theatre. Außerdem gibt es einen Fallturm und das neu gestaltete „S.Q.U.I.D. Surfer“-Fahrgeschäft mit dem neuen Namen „Hydra’s Challenge“.

## Attraktionen

### In Betrieb
| Name                          | Bild | Hersteller                    | Typ                                          | Eröffnung                                            | Themenbereich                             |
| ----------------------------- | ---- | ----------------------------- | -------------------------------------------- | ---------------------------------------------------- | ----------------------------------------- |
| Aero Nomad                    |      | Zamperla                      | Mini Riesenrad                               | 1996                                                 | Kingdom of the Pharaohs                   |
| Balloon School                |      | WGH Transportation            | Hot Air Balloon Ride                         | 1999                                                 | Lego City                                 |
| Castaway Camp                 |      | Unbekannt                     | Spielplatz                                   | 1996                                                 | Pirate Shores                             |
| Desert Chase                  |      | Bertazzon                     | Junior Karussell                             | 1996                                                 | Knight’s Kingdom                          |
| Destiny’s Bounty              |      | Zamperla                      | Rockin’ Tug                                  | 2008                                                 | Ninjago World                             |
| The Dragon                    |      | WGH Transportation            | Familienachterbahn                           | 1998                                                 | Knight’s Kingdom                          |
| Dragon’s Apprentice           |      | WGH Transportation            | Familienachterbahn                           | 1999 (2020 umgestaltet)                              | Knight’s Kingdom                          |
| Drench Towers                 |      | Unbekannt                     | Wasserspielplatz                             | 2013                                                 | Duplo Valley                              |
| Duplo Dino Coaster            |      | ART Engineering               | Kinderachterbahn                             | 2020                                                 | Duplo Valley                              |
| Duplo Playtown                |      | Unbekannt                     | Spielplatz                                   | 1996 (2013 umgestaltet)                              | Duplo Valley                              |
| Duplo Train                   |      | Unbekannt                     | Junior Eisenbahn                             | 1996 (2020 umgestaltet)                              | Duplo Valley                              |
| Duplo Valley Airport          |      | Zamperla                      | Flash Dance                                  | 1996                                                 | Duplo Valley                              |
| Fairy Tale Brook              |      | WGH Transportation            | Bootsfahrt                                   | 1996                                                 | Duplo Valley                              |
| Fire Academy                  |      | Metallbau Emmeln              | Fire Academy                                 | 2005                                                 | Lego City                                 |
| Fire and Ice Freefall         |      | Zierer                        | Junior Freefall                              | 2021                                                 | Lego Mythica: World of Mythical Creatures |
| Flight of the Sky Lion        |      | Brogent Technologies          | Flying Theatre                               | 2021                                                 | Lego Mythica: World of Mythical Creatures |
| Haunted House – Monster Party |      | Vekoma                        | Madhouse                                     | 2019                                                 | Lego City                                 |
| Hydra’s Challenge             |      | Zierer                        | Jet Skis / Wild Water Rondell                | 2000 (2021 umgestaltet)                              | Lego Mythica: World of Mythical Creatures |
| Hill Train                    |      | Unbekannt                     | Standseilbahn                                | vor 1996 (eröffnet als Teil des Windsor Safari Park) | The Beginning                             |
| Jolly Rocker                  |      | Huss                          | Piratenschiff                                | 2010                                                 | Pirate Shores                             |
| Laser Raiders                 |      | Bertazzon / Sally Corporation | Interaktiver Dark Ride                       | 2009                                                 | Kingdom of the Pharaohs                   |
| L-Drivers                     |      | Garmendale                    | Kinder-Fahrschule                            | 1996                                                 | Lego City                                 |
| Lego City Coastguard HQ       |      | Lego / Garmendale             | Bootsfahrt                                   | 1996                                                 | Lego City                                 |
| Lego City Deep Sea Adventure  |      | Mack Rides                    | U-Boot-Fahrt                                 | 2011                                                 | Lego City                                 |
| Lego City Driving School      |      | Garmendale                    | Kinder-Fahrschule                            | 1996                                                 | Lego City                                 |
| Legoland Express              |      | Severn Lamb                   | Parkeisenbahn                                | 1996                                                 | Heartlake City                            |
| Merlin’s Challenge            |      | Mack Rides                    | Peter Pan                                    | 2005                                                 | Knight’s Kingdom                          |
| Mia’s Riding Adventure        |      | Zamperla                      | Disk’O                                       | 2015                                                 | Heartlake City                            |
| Minifigure Speedway           |      | Zierer Rides                  | Familienachterbahn, Duelling-Shuttle-Coaster | 2024                                                 |                                           |
| Ninjago: The Ride             |      | Triotech                      | Interaktiver Dark Ride                       | 2017                                                 | Ninjago World                             |
| Pirate Falls Treasure Quest   |      | Zamperla                      | Wildwasserbahn                               | 1996                                                 | Pirate Shores                             |
| Raft Racers                   |      | WhiteWater West               | Wasserrutschen                               | 1999                                                 | Duplo Valley                              |
| Scarab Bouncers               |      | S&S Worldwide                 | Junior Freifalltürme                         | 2009                                                 | Kingdom of the Pharaohs                   |
| Sky Rider                     |      | MSI Transportation            | Intelligent Pedal Rail                       | 1996                                                 | Imagination Centre                        |
| Splash Safari                 |      | Unbekannt                     | Wasserspielplatz                             | 2013                                                 | Duplo Valley                              |
| Spinning Spider               |      | Intamin                       | Drunken Barrel                               | 1996                                                 | Land of the Vikings                       |
| Thunder Blazer                |      | Bertazzon                     | Kettenkarussell                              | 1996                                                 | Kingdom of the Pharaohs                   |
| Vikings’ River Splash         |      | ABC Rides                     | Rafting                                      | 2007                                                 | Land of the Vikings                       |

### Ehemalige Attraktionen
| Name                                | Bild | Hersteller       | Typ             | Eröffnung | Schließung | Themenbereich      |
| ----------------------------------- | ---- | ---------------- | --------------- | --------- | ---------- | ------------------ |
| Bum Shaker                          |      | Unbekannt        | Kindereisenbahn | 1996      | 2000       | Wild Woods         |
| Dino Safari                         |      | Metallbau Emmeln | Guided Ride     | 2005      | 2015       | Adventure Land     |
| Discovery Zone featuring Mindstorms |      | Unbekannt        | Workshop        | unbekannt | unbekannt  | Imagination Centre |
| Explorer’s Institute                |      | Unbekannt        | Walkthrough     | 1996      | 2008       | Lego City          |
| Jungle Coaster                      |      | Mack Rides       | Wilde Maus      | 2004      | 2009       | Adventure Land     |
| Muscle Maker                        |      | Unbekannt        | Kindereisenbahn | 1996      | 2003       | Wild Woods         |
| Magic Theatre                       |      | Unbekannt        | Walkthrough     | 1996      | 2007       | Lego City          |
| Mole-in-One Mini Golf               |      | Unbekannt        | Minigolf        | 2007      | 2013       | Duplo Valley       |
| Rocket Racers                       |      | Unbekannt        | Konsolen        | 2000      | 2011       | The Beginning      |
| Space Tower                         |      | Sunkid Heege     | Tower           | 1999      | 2017       | Imagination Centre |

### Ehemalige Attraktionen des Windsor Safari Park
| Name                         | Hersteller      | Typ                | Eröffnung | Schließung |
| ---------------------------- | --------------- | ------------------ | --------- | ---------- |
| African Queen Riverboat Ride | Unbekannt       | Panorama-Bootstour | unbekannt | 1992       |
| Black Mamba Snake Slide      | Zapfun          | Rutsche            | unbekannt | 2015       |
| Hi Slide                     | Modern Products | Riesenrutsche      | 1970er    | 1980er     |
| Jungle Jeeps                 | Modern Products | Track Ride         | unbekannt | 1992       |
| Mumbo Jumbo Elephant Ride    | Unbekannt       | Jets               | unbekannt | 1992       |
| Swamp Devil Octopus Ride     | Soriani & Moser | Polyp              | unbekannt | 1992       |

## Besucherzahlen
| 1996      | 2005      | 2006      | 2007      | 2008      | 2009      | 2010      | 2011      | 2012      | 2013      | 2014      | 2015      | 2016      | 2017      | 2018      | 2019      |
| --------- | --------- | --------- | --------- | --------- | --------- | --------- | --------- | --------- | --------- | --------- | --------- | --------- | --------- | --------- | --------- |
| 1.400.000 | 1.400.000 | 1.480.000 | 1.650.000 | 1.815.000 | 1.900.000 | 1.900.000 | 1.900.000 | 2.000.000 | 2.050.000 | 2.200.000 | 2.250.000 | 2.183.000 | 2.200.000 | 2.315.000 | 2.430.000 |

## Resort

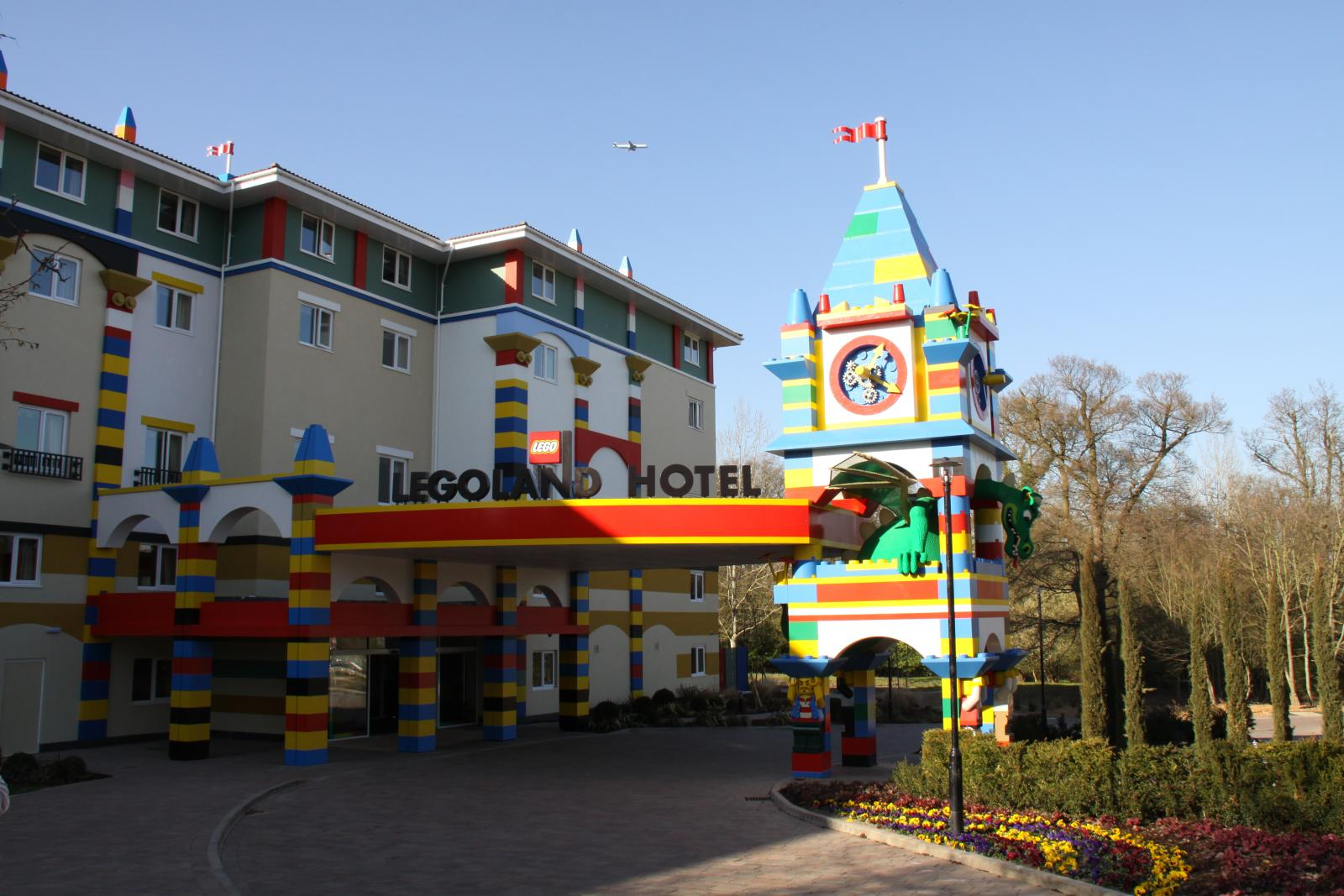
Legoland Hotel

### Legoland Hotel
Das Legoland Hotel öffnete seine Türen im März 2012. Das Hotel befindet sich im hinteren Teil des Parks, im Bereich des Abenteuerlandes, an der Stelle, an der früher der Jungle Coaster stand. Die Gäste betreten das Hotel im Erdgeschoss, aber den Park durch den zweiten Stock. Das Hotel beherbergt das Bricks Restaurant (ein Buffet) und die Skyline Bar. Das Resort verfügte über 6 verschiedene Arten von Themenzimmern: Pirate, Kingdom, Adventure, Premium Pirate, Premium Kingdom und Premium Adventure. Im Laufe der Jahre haben sich diese Zimmerthemen geändert, das Hotel bietet keine Premium Kingdom-Zimmer mehr an, sondern jetzt Ninjago- und Lego Friends-Zimmer. Gäste, die in beiden Hotels übernachten, haben Zugang zum Piraten-Hallenbad und zum Fitnessbereich (im Legoland-Hotel) sowie zu einer Schatzsuche in jedem Zimmer und dürfen ausgewählte Attraktionen vor der breiten Öffentlichkeit im Park besuchen. Im zweiten Stock befinden sich nicht nur die bereits erwähnten Restaurants, sondern auch ein Loft, in dem Lego-Videospiele auf PlayStation-4-Konsolen gespielt werden können. Im Erdgeschoss gibt es einen Lego-Laden und Behälter mit Steinen, mit denen gebaut werden kann. An den Doppeltüren befindet sich eine schlossähnliche Gepäckabfertigung.

### Castle Hotel
Das Legoland Castle Hotel öffnete am 1. Juli 2017 seine Türen. Das Hotel bietet zwei verschiedene Themenzimmer, Wizard und Knights. Das Hotel ist nur vom Park aus zu erreichen. Die Gäste müssen im Legoland Hotel einchecken und durch das Hotel und den Park gehen, um das Castle Hotel zu erreichen. Das Castle Hotel befindet sich direkt neben dem Legoland Hotel. Das Hotel beherbergt das Restaurant Tournament Tavern, das Mahlzeiten mit Tischbedienung anbietet. Gäste, die in beiden Hotels übernachten, erhalten Zugang zum Piraten-Hallenbad und zum Fitnessbereich (im Legoland Hotel) sowie eine Schatzsuche in jedem Zimmer und Zugang zu ausgewählten Attraktionen vor der allgemeinen Öffentlichkeit im Park.

## Zwischenfälle
- Im Jahr 2006 brach während des Feuerwerks zum Saisonende am 28. Oktober ein Brand in einer Lagerscheune aus, bei dem niemand verletzt wurde.[11]
- Im Oktober 2007 brach in einem Schuppen, in dem Chemikalien gelagert wurden, ein Feuer aus.[12]
- Nach Lärmbeschwerden wurde der Jungle Coaster 2008 mit einer Kunststoffverkleidung versehen, was dazu führte, dass die Kapazität aufgrund von Gewichtsbeschränkungen auf zwei Erwachsene pro Wagen reduziert wurde. Am Ende der Saison 2009 wurde die Bahn jedoch entfernt und das Gelände für den Bau eines Hotels genutzt.[13]
- Im Mai 2009 klemmte sich ein neunjähriges Mädchen die Hand im „Log Flume“ in Pirate Falls ein. Die Polizei, der Krankenwagen und die Feuerwehr wurden gerufen. Das Fahrgeschäft blieb am nächsten Tag geschlossen, da Gesundheits- und Sicherheitsprüfungen durchgeführt wurden, und wurde seitdem umgebaut.
- Im September 2010 wurde die hohe Anzahl von Wespen im Park während der Saison in der Sendung Watchdog diskutiert. Die Geschäftsführerin Sue Kemp trat zusammen mit der Moderatorin Anne Robinson auf und bestätigte neue Beschilderungen, Maßnahmen und Details auf der Website.
- Im Februar 2014 sagte der Park eine von dem islamischen Geistlichen Haitham al-Haddad organisierte private Veranstaltung aus Sicherheitsgründen ab, nachdem es zu Gegenreaktionen und Drohungen von nationalistischen Gruppen gekommen war.[14]
- Im August 2016 wurden zwei sechsjährige Mädchen in der Ferienanlage sexuell missbraucht, was zu einer polizeilichen Untersuchung des Vorfalls führte.[15]
- 2019 war ein fünfjähriger Junge in einen Streit um die Zugangsregelung zu Ninjago: the Ride verwickelt, der landesweit Schlagzeilen machte. Der Fall wurde Ende 2020 beigelegt.[16]